# Ted Bundy

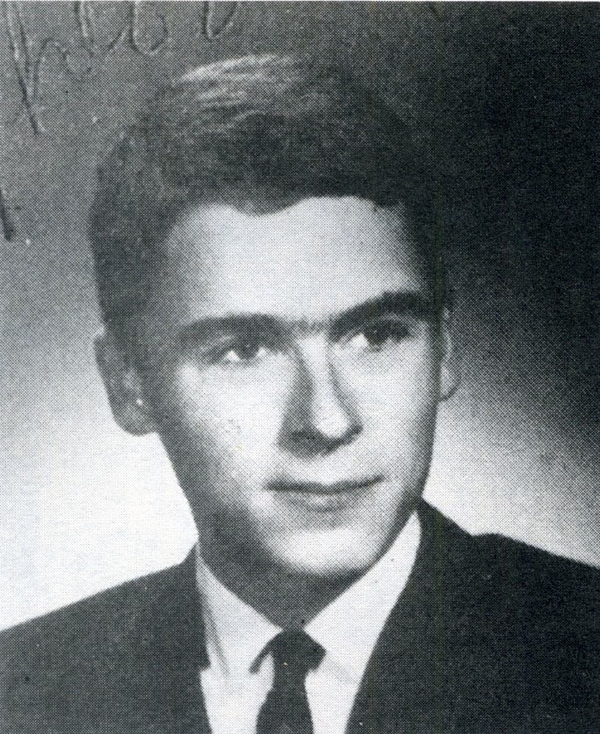
Ted Bundy i gymnasiet 1965.

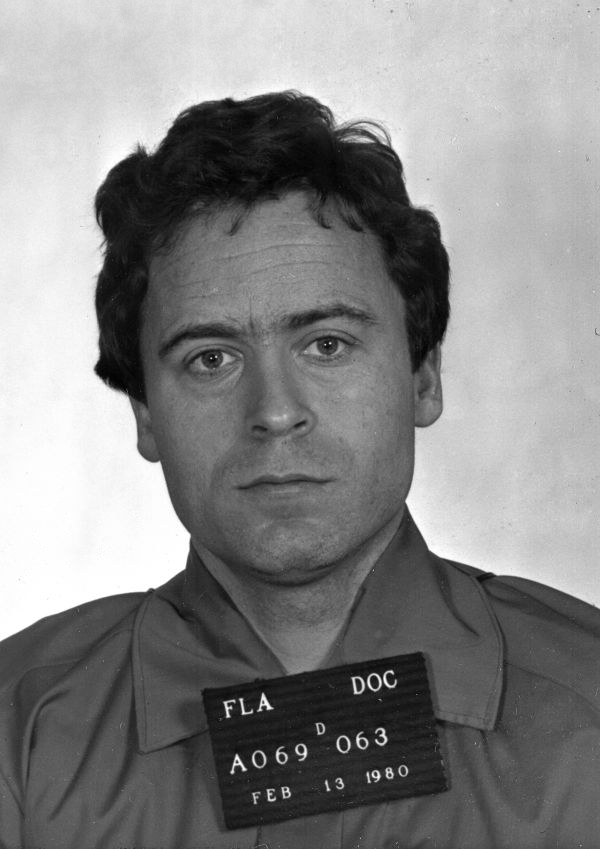
Ted Bundy 13 februari 1980, dagen efter domen för mordet på Kimberly Leach.

Theodore Robert "Ted" Bundy, född Theodore Robert Cowell 24 november 1946 i Burlington, Vermont, död 24 januari 1989 i Florida State Prison i Bradford County, Florida (avrättad), var en amerikansk seriemördare, aktiv mellan 1974 och 1978. 
Bundy rymde från fängelset två gånger innan han slutligen greps i februari 1978. Efter mer än ett decennium av förnekelse erkände han till slut över 30 mord, men det verkliga antalet har förblivit okänt. Siffran varierar mellan 26 och 100 men den allmänna uppfattningen är 35 mord. Bundys typiska tillvägagångssätt var att slå ner sina offer med en kofot för att sedan strypa dem till döds. Han utövade därtill våldtäkt och nekrofili; Bundy återvände till flera av de platser där han hade lämnat sina mordoffer och hade sex med liken. Bundy avrättades i elektriska stolen 1989 för sitt sista mord på den 12-åriga flickan Kimberly Leach.

## Uppväxt och ungdom

### Barndom
Ted Bundy föddes 1946 som Theodore Robert Cowell på Elizabeth Lund Home For Unwed Mothers, ett hem för ogifta kvinnor i Burlington i Vermont. Modern hette Eleanor Louise Cowell; faderns identitet är okänd. I Bundys födelseattest nämns en viss "Lloyd Marshall" (född 1916). Bundys mor, Louise Cowell, har senare berättat hur hon blev förförd av en krigsveteran vid namn "Jack Worthington". Bundys adoptivfamilj trodde dock inte på berättelsen, och misstankar riktades istället mot Louises våldsamma far, Samuel Cowell. För att undvika ett socialt stigma påstod Bundys morföräldrar att han var deras son och att hans biologiska mamma i själva verket var hans storasyster. Under hela sin uppväxt trodde Bundy att det var så. Det sägs att han avgudade sin morfar trots dennes våldsamma temperament och ständiga vredesutbrott. Uppgifterna om hur Bundy upptäckte sanningen om sin härkomst varierar. Hans levnadstecknare, Stephen Michaud och Hugh Aynesworth, uppger att han fick reda på sanningen när han gick på high school. Kriminalförfattaren Ann Rule påstår att det var omkring 1969, kort efter den traumatiska brytningen med hans första kärlek.
Under sina första fem levnadsår bodde Bundy och hans mor i Philadelphia, Pennsylvania, hos hans morföräldrar men 1950 flyttade de (Bundy och hans "syster") till släktingar i Tacoma, Washington, där de av någon anledning även bytte namn, från Cowell till Nelson. År 1951 mötte Louise en man vid namn Johnny Culpepper Bundy på en singelträff som ägde rum på Tacoma's First Methodist Church. Han var krigsveteran och militärkock. I maj samma år gifte sig Louise och Johnny, och Ted fick det namn han skulle bära resten av sitt liv: Theodore Robert Bundy. 
Så småningom utökades familjen och Ted fick fyra syskon som han tillbringade mycket tid med genom att sitta barnvakt. Johnny Bundy försökte etablera en gemenskap med Ted. Han tog med honom på utflykter och andra far och son-aktiviteter, men Ted verkade likgiltig inför sin styvfar. Han såg fortfarande på sig själv som en Cowell och föraktade Johnny och resten av släkten Bundy. Han började känna sig alltmer illa till mods i sin styvfars sällskap och gjorde klart för honom att han föredrog att vara ensam. 
Bundy var en duktig elev på Woodrow Wilson High School, och var aktiv inom den lokala metodistkyrkan och pojkscouterna. Han ansågs överbegåvad med ett IQ på 124 (klassificeras som första nivå på överintelligens). Men under sina gymnasieår och tidiga högskoleår var Bundy mycket blyg och inåtvänd. Han berättade senare hur han var oförmögen att förstå socialt samspel, något som begränsade hans sociala utveckling. Så småningom lärde han sig att ge sken av att vara socialt aktiv, men i själva verket hade han ingen känsla för hur han skulle komma överens med folk.
Flera år senare, i Floridas dödsceller, beskrev Bundy hur han ända sedan sin tidiga ungdom varit fascinerad av bilder som föreställde sex och våld. Som ung ansträngde han sig emellertid för att dölja denna sida. Som tonåring brukade Bundy gå igenom olika bibliotek efter detektivtidningar och kriminalböcker, mest fokuserad på det som beskrev sexuellt våld och de som visade bilder av döda människor och våldtäkter. Innan han gått ut high school hade han blivit kleptoman och snattare, och var på god väg att bli kriminell. Eftersom han gillade skidåkning stal han den utrustning som han behövde och förfalskade skidliftbiljetter. Han greps två gånger under sin ungdom, men hans anmärkningar i brottsregistret togs senare bort.

### Åren på college
År 1965 avlade Bundy studentexamen vid Woodrow Wilson High School och vann ett stipendium till University of Puget Sound (UPS), där han började hösten därpå. Han studerade bland annat psykologi och orientalistik. Efter bara ett par terminer på Puget Sound beslutade han sig för att fortsätta sina studier vid University of Washington (UW) i Seattle.
Bundy tog flera småjobb för att försörja sig under studietiden. Som en del av psykologiutbildningen praktiserade han på Seattles kriscenter för självmordsbenägna. På kriscentret arbetade även Ann Rule, en före detta polis och nybliven kriminolog. Hon skulle senare komma att skriva den mest välkända biografin över Ted Bundy och hans brott: The Stranger Beside Me (1980).
Bundy inledde en relation med den jämnåriga studenten "Stephanie Brooks" (fingerat namn), som han mött strax efter att han skrivit in sig vid University of Washington 1967. Efter att hon avlagt studentexamen 1968 återvände hon hem till sin familj i Kalifornien och avslutade relationen med Ted. Hon hade fått nog av Bundys omogenhet och brist på ambition. Bundy drabbades av en depression på grund av separationen, hoppade av universitetet och reste österut. Rule uppger att det var efter separationen från Stephanie Brooks som Bundy bestämde sig för att besöka sitt barndomshem i Burlington, Vermont. I Burlington besökte han den lokala registreringstjänstemannen, och fick reda på sanningen om sin biologiska far. Även om det är oklart hur denna upptäckt påverkade honom emotionellt, började han efter det visa ett större förakt för Johnny Bundy.
Efter upptäckten blev Bundy mer dominant och målinriktad. Tillbaka i Washington 1968 skötte han Seattle-kontoret för Nelson Rockefellers presidentvalskampanj och deltog vid republikanernas konvent i Miami, Florida som en Rockefeller-supporter. Han började återigen studera vid University of Washington, den här gången med psykologi som huvudämne. Bundy hade mycket höga betyg och han var omtyckt av sina lärare. År 1969 inledde han en relation med Elizabeth Kloepfer, en frånskild sekreterare med en dotter, som förälskat sig i honom. Förhållandet varade i sex år innan Bundy hamnade i fängelse för kidnappning 1976.
Bundy gick ut från University of Washington 1972 med en examen i psykologi. Kort därefter började han arbeta för delstatens republikanska parti, och etablerade en nära relation med guvernör Daniel J. Evans. Under kampanjen följde Bundy Evans demokratiska motståndare runt delstaten, spelade in deras tal och rapporterade tillbaka till Evans personligen. En mindre skandal uppdagades senare när demokraterna fick reda på Bundy, som hade utgivit sig för att vara en universitetsstudent. Hösten 1973 började Bundy studera juridik vid University of Puget Sound, men då gick det dåligt. Han började skippa lektioner och hoppade till slut av våren 1974 vid samma tid då unga kvinnor började försvinna i Pacific Northwest.
Under en affärsresa till Kalifornien sommaren 1973 började han träffa "Stephanie Brooks" igen, med en ny attityd och ett nytt utseende; den här gången som mer seriös och målmedveten. Men Bundy fortsatte att dejta Kloepfer samtidigt och ingen av kvinnorna visste att den andra existerade. Bundy var mycket artig och ödmjuk mot Stephanie, som gick med på att gifta sig med honom. Men två veckor senare, kort efter nyår 1974, dumpade han henne och vägrade att ta emot hennes telefonsamtal. Senare avfärdade han frieriet med orden: "Jag ville bara bevisa för mig själv att jag kunde få henne." Några veckor efter brytningen började Bundy mörda kvinnor i delstaten Washington.

## Morden

### Washington
Många "Bundyexperter", inklusive Ann Rule och före detta brottsutredaren Robert D. Keppel, tror att Bundy begick sitt första mord som tonåring. Ann Marie Burr, en åttaårig flicka från Tacoma, försvann från sitt rum en sommarnatt 1961, då Bundy var 14 år. Bundy har alltid förnekat det mordet. Under ett samtal med sin advokat dagen före avrättningen, sade Bundy att han gjorde sitt första kidnappningsförsök år 1969, och antydde att hans första mord ägt rum någon gång 1972. En psykiater som intervjuade honom hävdade att Bundy hade sagt att han mördade två kvinnor medan han var med familjen i Philadelphia 1969. En gång i fängelset under sina samtal med Keppel har Bundy sagt att han begick sitt första mord år 1972. År 1973 såg en av Bundys vänner ett par handbojor i bagageutrymmet på hans Volkswagen. Han var under många år misstänkt för mordet på Kathy Devine i delstaten Washington i december 1973, men DNA-analyser ledde till att William Cosden dömdes för det mordet 2002. Hans tidigaste konstaterade mord begicks 1974, då han var 27 år.
Strax efter midnatt den 4 januari 1974 bröt sig Bundy in i det rum där "Joni Lenz" (fingerat namn) låg och sov. Hon var en 18-årig dansös och universitetsstuderande. Ted Bundy klubbade ner henne när hon sov och våldförde sig på henne med ett spekulum. Lenz hittades nästa morgon liggande i sitt eget blod. Hon låg i koma i tio dagar men överlevde attacken. Hon fick dock en permanent hjärnskada och kunde inte fortsätta med dansen. Bundys nästa offer var Lynda Ann Healy, även hon en student från University of Washington (och hans kusins rumskamrat). Natten den 31 januari 1974 bröt sig Bundy in i Healys rum, slog henne medvetslös, klädde på henne, lindade in henne i lakan och bar iväg henne. I rummet lämnade han Healys blodiga nattlinne.
I Olympia den 12 mars 1974 kidnappade och mördade han 19-åriga Donna Gail Manson, som studerande vid The Evergreen State College. Sista gången hon sågs vid liv var på väg till en jazzkonsert. Den 17 april 1974 försvann Susan Rancourt från Central Washington State College (nu Central Washington University) i Ellensburg. Två kvinnliga collegestudenter berättade senare om ett möte med en man med gipsad arm – en gång den natten och en natt tre nätter tidigare – som bad dem om hjälp med att lasta in en samling böcker i hans Volkswagenbubbla. Nästa offer var Kathy Parks som sågs senast den 6 maj 1974 vid Oregon State University i Corvallis, Oregon. Brenda Ball, den första ickestudenten, syntes aldrig till igen efter att ha lämnat baren The Flame Tavern den 1 juni i Burien, Washington. Bundys nästa offer var Georgeann Hawkins, en ung student vid University of Washington. Tidigt på morgonen, den 11 juni 1974, gick hon genom en gränd från sin pojkväns studentrum till sin egen studentförening. Hawkins sågs aldrig till igen. Vittnen rapporterade att de samma natt sett hur en man med gipsat ben kämpade med att bära sin portfölj. En collegestudent rapporterade att mannen bett henne om hjälp med att bära portföljen till sin bil, en Volkswagenbubbla, och att hon svarat ja men att hon först skulle gå in till sin studentförening några minuter. Collegestudenten dröjde något ytterligare, och när hon kom ut var mannen borta. Hawkins skulle senare samma kväll komma att föras bort av Ted Bundy.
Bundys mordraseri kulminerade den 14 juli 1974 när han mitt på ljusa dagen kidnappade först Janice Ott och sedan Denise Naslund från Lake Sammamish State Park i Issaquah, Washington. Efter det berättade åtta olika personer för polisen att de den dagen hade iakttagit en stilig ung man med armen i en mitella som kallade sig för "Ted". Fem av dem var kvinnor som "Ted" hade bett om hjälp med att lasta av sin segelbåt från sin Volkswagen. En av dem hade följt med "Ted" till hans bil, upptäckt att det inte fanns någon båt och då hastigt gått därifrån. Tre av vittnena rapporterade att de hade sett mannen närma sig Janice Ott med samma berättelse, och att de sett henne lämna stranden i sällskap med honom. Hon sågs aldrig mer i livet. Naslund försvann spårlöst fyra timmar senare.
Kriminalutredarna i King County lyckades få en beskrivning av den misstänkte och hans bil. Några vittnen sade till utredarna att den "Ted" de stött på talade med någorlunda brittisk brytning. Inom kort sattes fantombilder på den misstänkte upp över hela Seattleområdet. Efter att polisens teckning av den misstänkte från Lake Sammamish publicerats både i lokaltidningen och på nyheterna anmälde hans flickvän, Elizabeth, flera av hans lärare och hans kollega Ann Rule, att de trodde att det kunde vara han. Men polisen, som fick uppemot 200 tips per dag, var inte motiverade att inrikta sig på en juridikstudent. 
Kvarlevorna efter Janice Ott och Denise Naslund påträffades den 7 september 1974 i ett skogsparti vid motorvägen Interstate 90 i närheten av Issaquah, en och en halv kilometer från parken. Tillsammans med kvinnornas kvarlevor hittades ett extra lårben och några ryggkotor, vilka Bundy strax före sin avrättning skulle komma att identifiera som tillhörande Georgeann Hawkins. Mellan den 1 och 3 mars 1975 påträffades kranier och käkben från Healy, Rancourt, Parks och Ball i Taylor Mountain öster om Issaquah. Flera år senare berättade Bundy att han hade dumpat Donna Mansons kropp där, trots att inga spår av henne någonsin har påträffats.
Eftersom Brenda Ball inte var collegestudent och hade försvunnit från en bar och inte från ett campus, trodde brottsutredarna från början att hon inte var ett av "Teds" offer. Men senare kom det fram att hon blivit sedd den kväll hon försvann och att hon hade dansat med en man som bar armen i en mitella. 
Kvarlevorna efter Janice Ott och Denise Naslund försvann senare från bårhuset i King County efter att rättsläkaren flyttade. Deras familjer stämde King County på $112 000 per familj.

### Idaho, Utah och Colorado

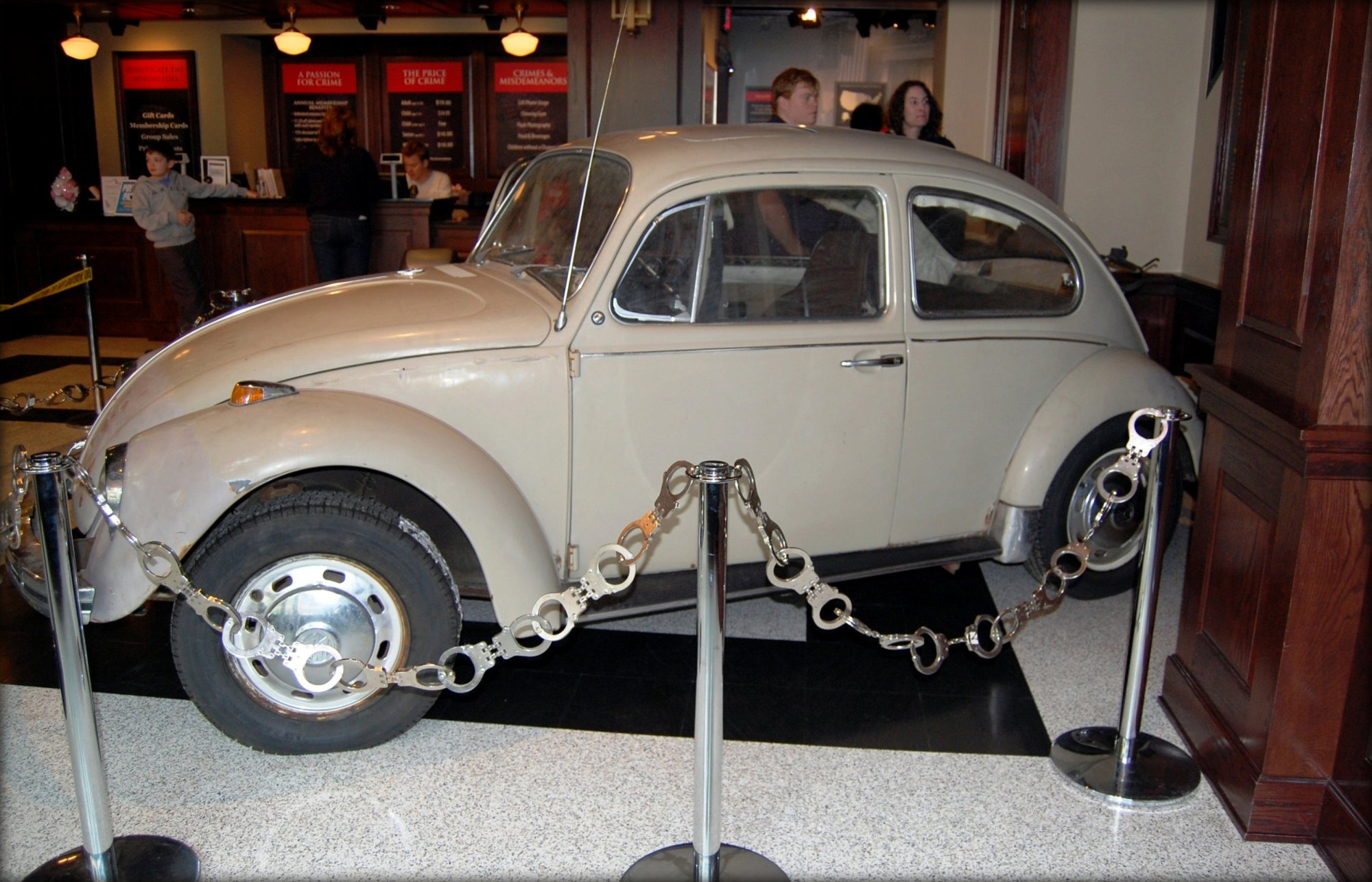
Bundys Volkswagen Bubbla.

Den påföljande hösten flyttade Bundy till Utah för att börja på S.J. Quinney College of Law. På väg dit den 2 september plockade han upp en liftare i Idaho som han våldtog och ströp till döds. Hennes identitet är fortfarande okänd och ingen kropp har hittats. Nancy Wilcox försvann från Holladay i Utah den 2 oktober 1974. Wilcox sågs senast när hon åkte runt i en Volkswagenbubbla. Den 18 oktober mördades Melissa Smith, den 17-åriga dottern till polischefen i Midvale, Louis Smith. Bundy våldtog, ströp och utförde sodomi på henne. Hennes kropp hittades nio dagar senare i närheten av Summit Park i Wasatch Mountains. Obduktionen visade att hon hade hållits vid liv i minst fem dagar efter det att hon försvann. Nästa offer var Laura Aime, också 17 år, som försvann efter ett halloweenparty i Lehi i Utah den 31 oktober 1974. Hon påträffades naken, sönderslagen, våldtagen och strypt med sina egna nylonstrumpor nästan en månad senare. Kroppen låg på en flodstrand i American Fork Canyon i Wasatch Mountains.
I Murray i Utah den 8 november 1974 kom Carol DaRonch undan med nöd och näppe. Bundy tilltalade henne på ett köpcenter och påstod att han var "konstapel Roseland" från Murray Police Department. Han sade att någon hade försökt göra inbrott i hennes bil och bad henne att följa med till stationen. Hon klev misstänksamt in i bilen men gjorde inte "Roseland" till viljes när han uppmanade henne att spänna fast säkerhetsbältet. Efter att de kört en stund greppade Bundy plötsligt tag om hennes axel och försökte sätta på henne ett par handbojor. I kampen lyckades Bundy fästa handbojorna om hennes ena handled. Sedan anföll han henne med sin kofot, men DaRonch hann fånga den i luften innan den träffade hennes huvud. Sedan öppnade hon dörren, trillade ut på motorvägen och lyckades rymma från sin angripare.
Ungefär en timme senare dök en underlig man upp vid Viewmont Highschool i Bountiful, Utah, tre mil från Murray. Där var en teaterklubb på väg att sätta upp en pjäs. Han pratade med dramaläraren och sedan en student och bad båda att följa med till parkeringsplatsen för att identifiera en bil. Båda tackade nej. Dramaläraren såg honom igen, innan pjäsen var slut. Men den här gången andades han häftigt, hans hår var rufsigt och skjortan oknäppt. En annan elev såg samme man stå och lura längst bak i salongen. Debby Kent, en 17-årig elev från Viewmont Highschool, lämnade pjäsen i mellanakten för att åka och hämta sin lillebror. Hon syntes aldrig mer till. Brottsutredarna hittade senare en liten nyckel utanför skolan som passade i handbojorna som Carol DaRonchs angripare fäst vid hennes handled.
År 1975, medan Bundy fortfarande studerade vid University of Utah, började han begå brott i Colorado. Den 12 januari 1975 försvann Caryn Campbell från Wildwood Inn i Snowmass, Colorado, där hon hade semestrat med sin fästman och dennes barn. Hon försvann någonstans mellan sitt rum och hissen på hotellet, en sträcka på cirka 15 meter. Hennes kropp hittades den 17 februari 1975. Därefter försvann skidinstruktören Julie Cunningham i Vail, Colorado den 15 mars och Denise Oliverson i Grand Junction, Colorado den 6 april 1975. I fängelset erkände Bundy för utredarna att han använt kryckor när han kom fram till Cunningham och bad henne om hjälp att bära ett par skidpjäxor till sin bil. Vid bilen klubbade Bundy ner henne med sin kofot och band henne med handbojor för att senare strypa henne likt Georgeann Hawkins.
Tolvåriga Lynette Culver försvann den 6 maj 1975. Likt det senare mordet på Kimberly Leach lurade han bort henne från Alameda Junior High School i Pocatello, Utah till ett Holiday Inn där han våldtog och dränkte henne i sitt rum. Tillbaka i Utah försvann Susan Curtis från Brigham Young Universitys campus den 28 juni 1975. I sin dödscell erkände Bundy det här mordet några minuter innan han avrättades. Kropparna efter Wilcox, Kent, Cunningham, Culver, Curtis och Oliverson har aldrig hittats.
Under tiden i Washington försökte brottsutredarna prioritetsordna sin långa lista över misstänkta. De använde en metod som var avancerad för sin tid: datorer användes för att samköra olika listor med tänkbara förövare, exempelvis Volkswagen-ägare och klasskamrater till Lynda Healy, för att sedan identifiera misstänkta som dök upp mer än en gång. "Theodore Robert Bundy" var ett av de 25 namnen som dök upp på fyra separata listor. Hans fall låg högt upp på listan med misstänkta som inom kort skulle utredas när telefonsamtalet från Utah kom om ett gripande.

## Gripandet, första rättegången och rymningar
Bundy greps för första gången den 16 augusti 1975 i Granger, Utah, en förort till Salt Lake City, efter att han vägrat stanna i en poliskontroll. När hans bil söktes igenom hittades en skidmask, en annan skidmask gjort av strumpbyxor, kofot, handbojor, soppåsar, en isyxa och andra föremål som polisen trodde var inbrottsverktyg. Bundy var lugn och samlad under förhöret. Han förklarade att han behövde masken för skidåkning och hade hittat handbojorna i en container. Kriminalinspektör Jerry Thompson förknippade Bundys Volkswagen med utredningen om kidnappningen av DaRonch och de andra försvunna flickorna och lät söka igenom hans lägenhet. Man hittade en broschyr över olika skidområden i Colorado, med en markering för Wildwood Inn, platsen där Caryn Campbell försvunnit samt en reklambroschyr för pjäsen på Viewmont High School i Bountiful där Debby Kent försvann. Efter det togs Bundy in för vittnesidentifiering inför DaRonch och de andra vittnena från Bountiful. Han identifierades som "konstapel Roseland" och som mannen som observerats smyga omkring natten då Debby Kent försvann. Efter en veckas rättegång fälldes Bundy den 1 mars 1976 för kidnappningen av Carol DaRonch och dömdes till 15 år i Utah State Prison. Myndigheterna i Colorado åtalade honom så småningom för mordet på Caryn Campbell och han utlämnades till Colorado för rättegång.

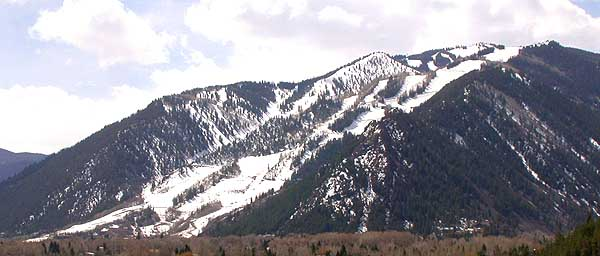
Aspen Mountain.

Den 7 juni 1977 fördes Bundy till Pitkin Countys tingsrätt i Aspen för att höras om mordet på Caryn Campbell. Under en paus fick han lov att besöka tingsrättens juridikbibliotek, varifrån han hoppade ut genom ett fönster på andra våningen. Han sprang först ett stycke och promenerade sedan ut ur staden i riktning mot Aspen Mountain. Han nådde toppen av berget utan att bli upptäckt, och vilade där i två dagar i en gammal övergiven jägarstuga. Dock gick han vilse så småningom och vandrade runt berget och missade två stigar som skulle ha lett honom till staden Crested Butte som han haft som mål. Vid ett tillfälle hamnade han ansikte mot ansikte med en av de beväpnade medborgare som letade efter honom, men lyckades prata sig ur situationen. Den 13 juni 1977 stal Bundy en bil som han hittade i bergen. Han begav sig mot Aspen och kunde ha kommit undan, men två poliser såg en Cadillac som körde på halvljus och stoppade den. Bundy blev igenkänd och togs i förvar på nytt efter att ha befunnit sig på fri fot i sex dagar.
Han placerades i ett mindre fängelse i Glenwood Springs i Colorado under tiden han väntade på dom. Han började genast planera nya flyktförsök. På något sätt hade han lyckats få tag på en bågfil och 500 dollar i kontanter. Han påstod senare att han hade fått det från en annan fånge. Under två veckor sågade han ett litet hål i taket på sin cell precis under fläktsystemet och efter att ha bantat lyckades han slingra sig igenom hålet, vilket gjorde att han kunde ta sig upp i krypgrunden ovanför cellen. En källa i fängelset berättade för vakterna hur han hade hört Bundy kravla omkring i innertaket, men ingen brydde sig om att undersöka det. Den 23 december 1977 i Aspen, när Bundys domare bestämde att Caryn Campbells mordrättegång skulle ta sin början den 9 januari 1978, och att den skulle äga rum i Colorado Springs, insåg Bundy att han var tvungen att rymma innan han förflyttades dit. Natten den 30 december 1977 klädde sig Bundy varmt och placerade en hög med böcker under sitt täcke för att få det att se ut som om han sov. Han slingrade sig igenom hålet och upp till krypgrunden. Bundy kröp direkt till en plats ovanför fångvaktarens garderob – fångvaktaren och hans fru var ute den kvällen – och hoppade ner i fångvaktarens lägenhet och gick ut genom ytterdörren.
Bundy var fri, men han var tvungen att ta sig vidare till fots en iskall och snöig Coloradonatt. Han stal en trasig MG, men motorn stannade när han nådde bergen. Bundy var fast vid sidan av Interstate 70 mitt i natten i en snöstorm, men en annan förare gav honom lift till staden Vail. Därifrån tog han en buss till Denver och gick ombord på Trans World Airlines plan 08:55 till Chicago. Vakterna i Glenwood Springs-fängelset upptäckte inte att Bundy var borta förrän på eftermiddagen den 31 december 1977, 17 timmar efter att han rymt, och då var Bundy redan framme i Chicago.

## Florida

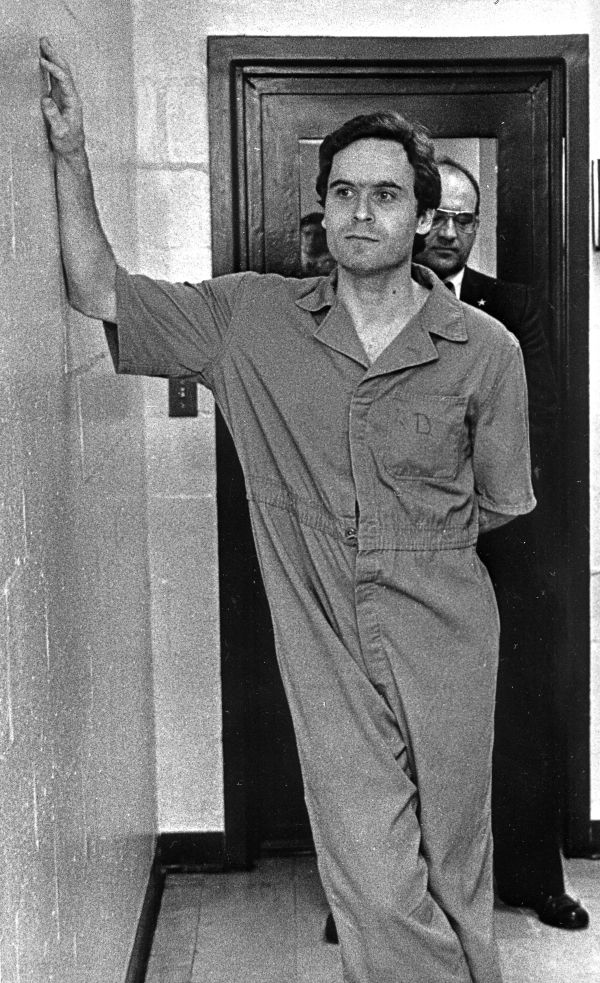
Bundy i häktet i Florida i juli 1978.

Från Chicago tog Bundy ett Amtrak-tåg till Ann Arbor, Michigan där han tog in på YMCA. Den 2 januari 1978 gick han till en bar i Ann Arbor för att se sitt universitetslag University of Washington Huskies slå Michigan i Rose Bowl. Senare stal han en bil i Ann Arbor, som han övergav i Atlanta, Georgia innan han tog en buss till Tallahassee, Florida, dit han anlände den 8 januari 1978. Där hyrde han ett rum i namnet "Chris Hagen" och begick en mängd småbrott som snatteri, väskryckning och bilstöld. Han odlade en mustasch och ritade en fejkad leverfläck på sin haka när han gick ut, men utöver det gjorde han inga försök att klä ut sig. Han försökte hitta jobb på en byggarbetsplats men när personalen frågade om körkort som identifikation gick Bundy därifrån. Detta var det enda försöket att hitta jobb han gjorde.

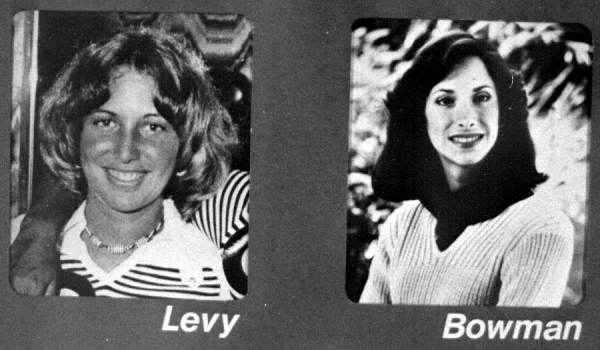
Lisa Levy och Margaret Bowman.

Bundy hade inte fått utlopp för sitt inneboende mordbegär på nästan två och ett halvt år, men efter att ha varit en vecka i Tallahassee begick han sitt nästa våldsdåd. Den 15 januari 1978 tog han sig in i ett hus som tillhörde Florida State Universitys (FSU) kvinnoförening Chi Omega. Klockan var ungefär 03:00. Han dödade två sovande kvinnor, Lisa Levy och Margaret Bowman. Levy och Bowman blev nerklubbade och strypta, och Levy blev också utsatt för sexuellt våld. Han slog även ner två andra studenter från samma förening, Karen Chandler och Kathy Kleiner, som blev överfallna i sömnen och skadades allvarligt. Det hela tog inte mer än en halvtimme. Efter att ha lämnat studentföreningen bröt sig Bundy in i ett annat hus några kvarter längre bort där han slog ned FSU-studenten Cheryl Thomas. Hon överlevde men blev allvarligt skadad.
Den 9 februari 1978 dök Bundy upp i Lake City i Florida. Där kidnappade, våldtog och mördade han 12-åriga Kimberly Leach och dumpade hennes lik i en svinstia. Hon blev hans sista offer. Den 12 februari stal Bundy ytterligare en Volkswagen. Han lämnade staden Tallahassee för gott och körde västerut längs Floridas långsmala landområde. Den 15 februari 1978 strax efter 13:00 stoppades Bundy av poliskonstapel David Lee från Pensacola. När polisen kontrollerade registreringsplåten visade det sig att bilen var anmäld stulen. Bundy blev övermannad efter ett visst tumult och greps. "Jag önskar att du hade dödat mig" ska han ha sagt på väg till häktet. Polisen i Florida tog hans fingeravtryck tidigt nästa dag och fick en matchande identitet. Han skickades omedelbart till Tallahassee där han senare åtalades för Chi Omega-morden.

## Fällande dom och avrättning

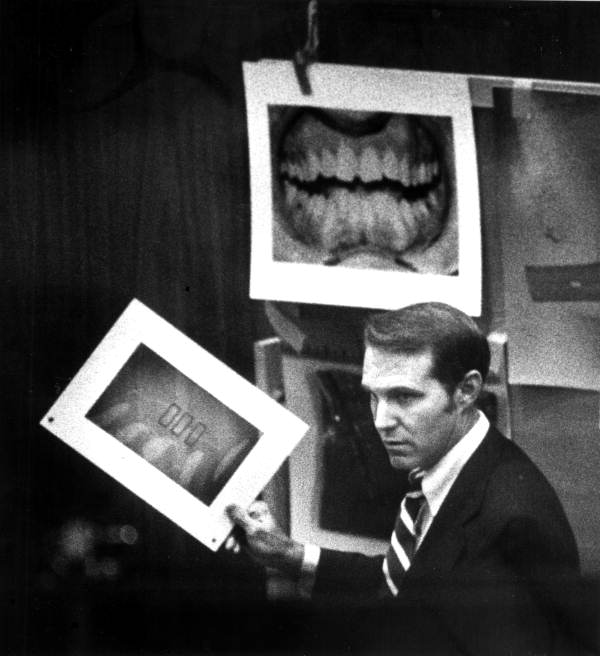
Bitmärken var ett av bevisen mot Bundy under rättegången för Chi Omega-morden.

Efter det att man ändrat rättegångsplats till Miami ställdes Bundy inför rätta för Chi Omega-morden i juni 1979. Domaren hette Edward D. Cowart. Åklagare var Larry Simpson. Trots att Bundy tilldelades fem advokater av rätten insisterade han på att få försvara sig själv och korsförhörde till och med vittnen, inklusive polismannen som hade upptäckt Margaret Bowmans kropp. 
Två vittnesmål visade sig vara avgörande. Det första var Chi Omega-medlemmen Nita Neary som sett Bundy lämna byggnaden när hon kom tillbaka från en dejt och identifierade honom i rätten. Det andra var att Bundy bet Lisa Levy i hennes vänstra skinka och lämnade tydliga bitmärken. Polisen gjorde en gipsavgjutning av Bundys tänder och rättsmedicinska experter matchade dem med fotografierna på Levys bitmärke. Bundy befanns skyldig på alla punkter och dömdes till döden. Efter att ha meddelat domen tog domare Cowart farväl av honom:
"Det är vidare fastställt att du på denna dag blir avrättad av en ström av el, tillräcklig för att orsaka din omedelbara död och att denna el skall fortsätta strömma genom din kropp tills att du är död. Ta hand om dig, unge man. Jag säger detta till dig uppriktigt; var snäll och ta hand om dig själv. Det är en oerhörd tragedi att se ett sådant fullständigt förslösande av mänsklighet som jag har upplevt i denna rättssal. Du är en intelligent ung man. Du hade blivit en bra advokat, en som jag gärna hade sett arbeta framför mig, men du valde en annan väg. Ta hand om dig. Jag känner ingen fientlighet gentemot dig. Jag vill att du ska veta det. Som sagt, ta hand om dig själv."
Efter Chi Omega-rättegången ställdes Bundy inför rätta för mordet på Kimberly Leach i januari 1980. Den 7 februari 1980 fälldes han igen på alla punkter för mord, huvudsakligen på grund av fibrer som hittats i bilen och som kom från Leachs kläder och av ett vittne som såg Bundy föra iväg Leach från hennes skola. Han dömdes till döden igen. Under rättegången utnyttjade Bundy en gammal lag i Florida som tillät honom att gifta sig i rättssalen. Bundy friade till sin gamla kollega Carol Ann Boone i rättssalen när han förhörde henne. Hon hade flyttat till Florida för att vara nära honom. Hon tackade ja och Bundy förklarade i rättssalen att de nu var gifta. Efter flera äktenskapliga visiter mellan Bundy och hans nya fru födde Boone en dotter, Rose, i oktober 1982. År 1986 flyttade dock Boone tillbaka till Washington efter att ha skilt sig från Bundy och återvände aldrig till Florida. Carol Ann Boone avled i januari 2018 på ett ålderdomshem i Washington. Var Rose befinner sig är okänt.
När Bundy väntade på att avrättas i Starke Prison satt han i cellen bredvid seriemördaren Ottis Toole som var misstänkt för mordet på Adam Walsh. FBI-anställde Robert Ressler mötte honom där som en del i sitt arbete att intervjua seriemördare, men fann att Bundy inte var samarbetsvillig och manipulativ och dessutom endast ville prata i tredje person och hypotetiska termer. År 1992 skrev Ressler om sitt intryck av Bundy i jämförelse av andra seriemördare: "Den här killen är ett djur och det förvånar mig att media inte förstår det."
Under samma period fick Bundy många besök av agenten William Hagmaier från FBI:s beteendeforskningsenhet. Bundy fick förtroende för Hagmaier och talade till och med om honom som sin bästa vän. Så småningom erkände Bundy många detaljer kring sina mord som dittills varit okända. I oktober 1984 kontaktade Bundy King Countys före detta mordutredare Bob Keppel och erbjöd sig att hjälpa till i jakten på "The Green River Killer" genom att bidra med egna insikter och analyser. Keppel och Dave Reichert, en utredare från "The Green River Task Force", reste till Florida för att intervjua Bundy. Båda utredarna konstaterade sedan att intervjuerna inte varit till stor hjälp i utredningen. De genomfördes främst i hopp om ökad förståelse för Bundys psyke. Man ville även få ytterligare detaljer om mord som Bundy var misstänkt för men som han aldrig åtalades för.
Bundy kontaktade Keppel igen 1988. Vid den tidpunkten hade hans nådeansökningar avslagits. Bundy hade fått tre datum satta för sin avrättning (4 mars 1986, 2 juli 1986 och 18 november 1986), men lyckats skjuta upp verkställandet av dödsdomen alla tre gångerna. När avrättningen var omedelbart förestående erkände Bundy ytterligare åtta olösta mord i delstaten Washington som han var misstänkt för. Han berättade för Keppel att det faktiskt fanns fem kroppar kvarlämnade i Taylor Mountain, och inte fyra som de hade trott från början. Bundy erkände i detalj mordet på Georgeann Hawkins. Han beskrev hur han hade lurat med henne till sin bil, slagit ner henne med ett däckjärn (som han gömt under bilen) och kört iväg med den halvt medvetslösa Hawkins, som han sedan våldtog och ströp. Efter en intervju rapporterade Keppel hur chockad han blev när han talade med Bundy och att Bundy verkligen var den typ av människa som var "född till att mörda". Keppel sade:
"Han beskrev brotten i Issaquah (där Janice Ott, Denise Naslund och Georgann Hawkins hade lämnats) så levande att det nästan var som om han var där. Som om han såg allt framför sig. Han var besatt av det eftersom han hade tillbringat så mycket tid där. Han är hela tiden uppfylld av tankar på mord."
Bundy hade hoppats kunna använda avslöjandena och de partiella erkännandena för att skjuta upp sin avrättning och kanske få domen ändrad till livstids fängelse. Vid ett tillfälle bad Bundys dåvarande advokat offrens familjer om att skriva till Floridas guvernör, Robert Martinez, och be om nåd för Bundy – i gengäld skulle han berätta var kvarlevorna efter deras anhöriga fanns någonstans. Alla familjer vägrade. Keppel och andra utredare rapporterade att Bundy gav ytterst knapphändiga detaljer om brotten under sina erkännanden och han utlovade mer information om de bara gav honom "lite mera tid". Men försöket att vinna tid misslyckades och dödsdomen verkställdes på utsatt tid. 
Natten före sin avrättning, den 24 januari 1989, gav Bundy en intervju i TV. För dr James Dobson, ledaren för den evangeliska kristna organisationen Focus on the Family, berättade han om sin fasta övertygelse att hans konsumtion av pornografi orsakat hans våldsamma läggning. Han förklarade att även om pornografi inte var den direkta orsaken till att han begick mord, hade hans intresse för våldspornografi präglat hans personlighet och bidragit till "ett beteende som var för hemskt för att beskriva". I samma intervju sade Bundy:
"Ni tänker döda mig, och det kommer att skydda samhället från mig. Men det finns många, många fler människor som är beroende av pornografi och det gör ni ingenting åt."
Enligt Hagmaier funderade Bundy på att begå självmord dagarna före sin avrättning, men ändrade sig.
Klockan 07:06 lokal tid den 24 januari 1989 avrättades Ted Bundy i elektriska stolen i Florida State Prison i Starke, Florida. Hans sista ord var: "Jag vill att ni säger till min familj och mina vänner att jag älskar dem." Sedan slogs strömmen på i knappt två minuter. Han dödförklarades klockan 07:16. Flera hundra personer hade samlats utanför fängelset och jublade när de såg signalen att Bundy hade förklarats död.

## Modus operandi och profiler av offren

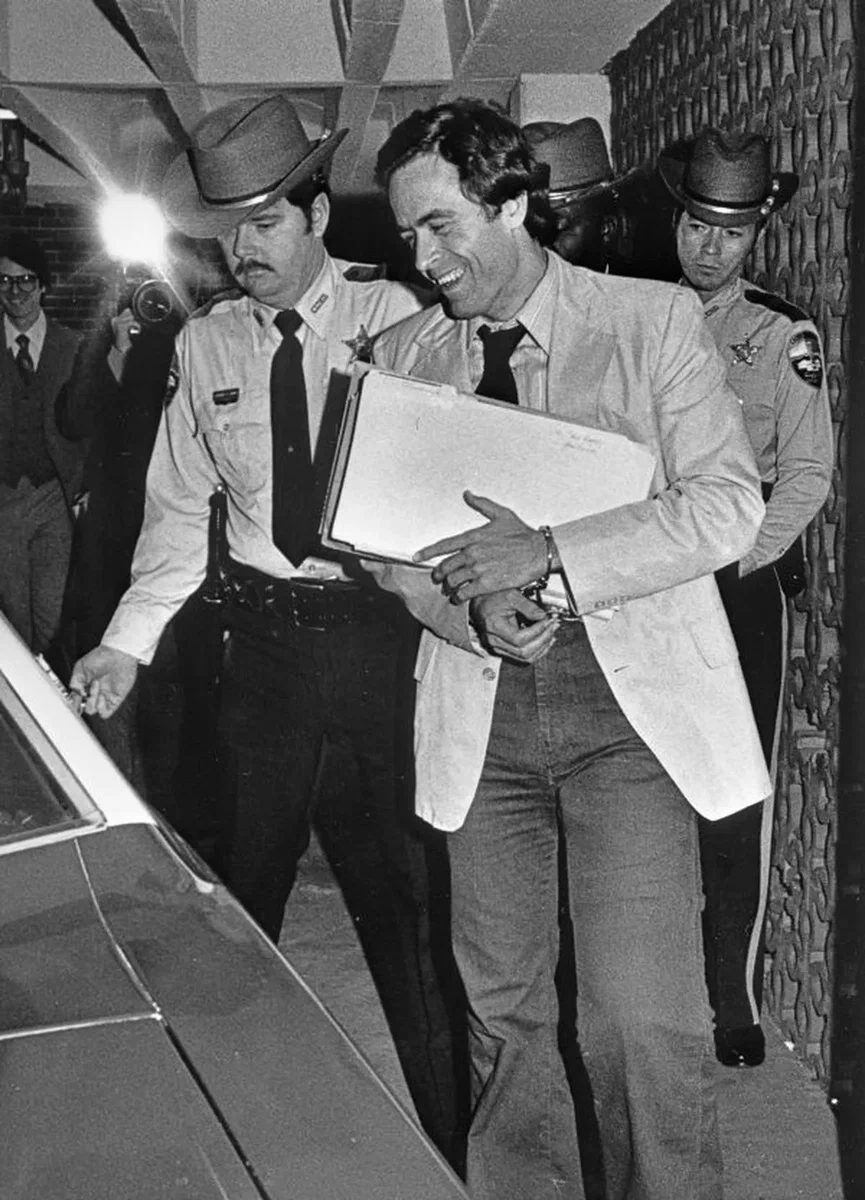
Bundy i häktet 1979.

Bundy hade ett någorlunda konsekvent modus operandi. Han närmade sig ett potentiellt offer på en allmän plats, till och med mitt på ljusa dagen eller i en folkmassa, som han gjorde med Ott och Naslund i Lake Sammamish eller när han kidnappade Leach från hennes skola. Bundy hade olika sätt att vinna sina offers förtroende. Ibland låtsades han vara skadad och bar sin arm i en mitella eller bar låtsasgips, som när han rövade bort Hawkins, Rancourt, Ott, Naslund och Cunningham. Vid andra tillfällen gav han sken av att företräda en myndighet; han påstod sig vara polis när han pratade med Carol DaRonch. Dagen innan han dödade Kimberly Leach gick han fram till en annan ung flicka från Florida och låtsades vara "Richard Burton från brandstationen", men smet snabbt iväg när hennes storebror kom för att hämta henne.
Bundy hade ett fördelaktigt utseende; han såg trevlig ut och hade inga avvikande drag som folk kunde lägga på minnet. Under sina senare år beskrevs han ofta som en kameleont som kunde se helt annorlunda ut bara genom att göra mindre förändringar i sitt utseende, som till exempel odla skägg eller ändra frisyr. 
Alla Bundys offer var vita kvinnor och de flesta hade medelklassbakgrund. Nästan alla var mellan 15 och 25 år gamla. Många var collegestudenter. I sin bok noterar Rule att de flesta av Bundys offer hade långt, rakt hår med mittbena – precis som Stephanie Brooks, kvinnan som han var förlovad med 1973. Rule har en teori om att Bundys aggressioner mot sin före detta flickvän var en utlösande faktor bakom morden. I en intervju 1980 avfärdade han dock den hypotesen: "De...passar bara in på de generella kriterierna av att vara unga och attraktiva...För många personer har gått på den här skiten att alla tjejer skulle vara likadana – ha samma typ av frisyr och hårfärg med mittbena...men om du ser efter, så var nästan alla olika...fysiskt, var nästan alla helt olika."
Efter att ha lyckats lura sitt offer att följa med till hans bil brukade Bundy slå henne i huvudet med en kofot som han gömt i bilen eller under den. Varje återfunnet kranium, förutom Kimberly Leachs, uppvisade skador från ett trubbigt föremål. Varje återfunnen kropp, förutom Kimberly Leachs, visade också tecken på att ha blivit strypt. Många av Bundys offer transporterades en avsevärd sträcka från platsen där de försvann, som i fallet med Kathy Parks, som han körde flera hundra kilometer från Oregon till Washington. Bundy drack ofta innan han sökte upp ett offer. Carol DaRonch berättade att hon känt lukt av alkohol från hans andedräkt.
Hagmaier konstaterade att Bundy ansåg sig vara en amatör och en impulsiv mördare under de första åren och därefter gick in i en "rovdjursfas". Bundy uppgav att den här fasen började runt tiden då Lynda Healy mördades, och att han därefter endast valde ut värdiga offer i förhållande till hans skicklighet att mörda.
I dödscellen erkände Bundy att han hade sågat av flera av offrens huvuden med bågfil. Han förvarade huvudena som senare hittades i Taylor Mountain (Rancourt, Parks, Ball, Healy) hemma hos sig ett tag innan han till slut gjorde sig av med dem. Han erkände att han hade kremerat Donna Mansons huvud i sin flickväns eldstad. Några av Bundys offers kranier hittades med framtänderna utslagna. Bundy erkände också att han brukade komma tillbaka till Taylor Mountain, där han dumpat sina offer. Bundy har uppgivit att han brukade ligga vid dem i flera timmar, sminkade deras lik och hade sex med deras lik. Han återvände gång på gång tills förruttnelsen tvingade honom att överge kvarlevorna. Inte långt före sin död uppgav han att han brukade återvända till Georgeann Hawkins lik för att utföra nekrofili.
Bundy erkände också att han sparat andra souvenirer från sina brott. Polisen i Utah, som letade igenom Bundys lägenhet 1975, missade en samling foton som Bundy hade gömt i förrådet, foton som Bundy senare förstörde när han var på rymmen. En gång hittade hans flickvän en säck som var fylld med kvinnokläder i hans rum.
När Bundy konfronterades med att hans offer var 36 stycken, det antal personer polisen trodde att han hade tagit livet av, svarade han att de skulle "lägga till en siffra, så har ni antalet". Rule har spekulerat att detta kanske betydde att han dödat över 100 kvinnor. Under samtal med sin advokat Polly Nelson 1988 avfärdade han detta som spekulationer och sade att den allmänna uppfattningen om cirka 35 mord var korrekt.

## Patologi
I december 1987 blev Bundy utfrågad i sju timmar av en professor från New York Universitys Medical Center, Dorothy Otnow Lewis. 
Lewis diagnosticerade Bundy som manodepressiv vars mord vanligtvis skedde under hans depressioner. Bundy beskrev sin barndom för Lewis, särskilt sin relation till sina morföräldrar, Samuel och Eleanor Cowell. Enligt Bundy var hans morfar diakon i kyrkan. Utöver de tidigare redan etablerade beskrivningarna av hans morfar som en tyrannlik översittare, beskrev Bundy honom som en trångsynt person som hatade svarta, italienare, katoliker och judar. Han konstaterade också att hans morfar torterade djur; han slog familjens hund och roade sig med att svinga katter i svansen. Han berättade också för Lewis att hans morfar hade en samling med pornografi i sitt växthus, där, enligt släktingar, Bundy och hans kusin brukade smyga sig in och titta i timmar. Familjen var skeptisk inför Lewis historia om Teds far, och påpekade att Samuel Cowell brukade få raseriutbrott när frågan kom på tal. Bundy beskrev sin mormor som en skygg och lydig hustru, som ofta fördes till sjukhus för att behandlas med ECT mot depression. I slutet av sitt liv led hon av agorafobi, berättade Bundy.
Louise Bundys yngre syster, Julia, minns en skrämmande incident med sin systerson. Efter att ha tagit sig en tupplur i Cowells hem vaknade Julia och upptäckte att hon låg omgiven av knivar från köket med bladen riktade mot henne. Den treårige Ted stod vid sängen och log.
Bundy använde stulna kreditkort för att köpa mer än 30 par strumpor när han var på rymmen i Florida. Han medgav att han var lite av en fotfetischist, men såg det inte som något annat än en liten egendomlighet.
De flesta forskare tror att Bundy sista envishet gällande pornografi som en bidragande faktor för hans brott var ytterligare ett försök till manipulation; ett fåfängt hopp om att skjuta upp avrättningen genom att tillmötesgå James Dobson egen agenda om pornografi och genom att tala om för honom vad han ville höra. I intervjun med Dobson före hans avrättning sade Bundy att våldspornografi spelade en stor roll i hans sexualbrott. Enligt Bundy hittade han som ung pojke "mjukpornografi utanför hemmet, i mataffären, i det lokala apoteket, det som folk kallar mjukporr...Och med jämna mellanrum hittade han pornografiska böcker med råare material...." Bundy sade, "Det händer i etapper, gradvis. Mina erfarenheter med pornografi generellt, men med pornografi på en våldsam nivå gällande sexualitet, är när du blir beroende av det — och jag ser den formen av beroende som på alla andra beroenden — jag kom att söka efter mera kraftig, mera explicit, mera livligt material. När du når en punkt där pornografi bara räcker just dit, kommer du till den där punkten då du börjar undra om göra det kanske skulle ge dig det som finns bortom att bara se och läsa om det."
I ett brev kort före rymningen från fängelset i Glenwood Springs 1977, skrev Bundy "Jag har känt personer som...utstrålar sårbarhet. Deras ansiktuttryck säger 'Jag är rädd för dig.' Dessa personer bjuder in till missförhållanden... Genom att förvänta sig att bli skadade, uppmuntrar de det då?"
I en intervju från 1980 om en seriemördares rättfärdigande gällande mord sade Bundy "Så vad spelar det för roll med en mindre? Vad spelar det för roll med en mindre person på denna jord?" När Floridas brottsutredare bad Bundy att berätta var han hade dumpat Kimberly Leachs kropp, så att hennes familj kunde få lite sinnesfrid, sade Bundy: "Vad ni inte verkar förstå är att jag är den mest kallblodiga jävel ni någonsin kommer att träffa".

## Offer
Nedanför följer en kronologisk lista över Ted Bundys kända offer. Bundy avgav aldrig ett omfattande erkännande av sina brott och det exakta antalet är okänt. Men före sin avrättning erkände han för William Hagmaier att han låg bakom 30 mord, varav 20 har identifieras. Alla kvinnor som listas blev mördade om inte annat anges.

### 1973
- maj 1973: Okänd liftare i området kring Tumwater, Washington. Bundy erkände för Bob Keppel före sin avrättning. Inga kvarlevor har påträffats.[121]

### 1974
Washington
- 4 januari: Karen Sparks (kallad "Joni Lenz" i litteraturen om Bundy; överlevde). Förstaårsstudent vid University of Washington som blev nerklubbad i sängen och genomborrades med ett spekulum i sin vagina medan hon sov.
- 1 februari: Lynda Ann Healy (21), slogs medvetslös i sömnen och rövades bort från sitt hus som hon delade med andra studenter från University of Washington. Käkbenet påträffat vid Taylor Mountain i Washington.
- 12 mars: Donna Gail Manson (19), försvann på väg till en jazzkonsert vid Evergreen State College i Olympia, Washington. Bundy erkände mordet på henne men hennes kropp hittades aldrig.
- 17 april: Susan Elaine Rancourt (18), försvann när hon promenerade över Central Washington State College i Ellensburg på natten. Käkbenet påträffat vid Taylor Mountain i Washington.
- 6 maj: Roberta Kathleen "Kathy" Parks (22), försvann från Oregon State University i Corvallis i Oregon när hon var på väg till ett studentrum för att dricka kaffe med sina vänner. Käkbenet påträffat vid Taylor Mountain i Washington.
- 1 juni: Brenda Carol Ball (22), försvann från baren Flame Tavern i Burien, Washington.
- 11 juni: Georgeann (även stavat Georgann) Hawkins (18), försvann bakom sin studentförening, "Kappa Alpha Theta", från University of Washington i Seattle. Hennes kvarlevor har aldrig påträffats.
- 14 juli: Janice Ann Ott (23). Kidnappad vid Lake Sammamish State Park. Skelett hittat i Issaquah.
- 14 juli: Denise Marie Naslund (19). Kidnappad fyra timmar efter Ott vid samma park. Skelett hittat i Issaquah.

Bundy är misstänkt för mordet på Carol Valenzuela, som försvann i Vancouver, Washington den 2 augusti 1974. Hennes kvarlevor hittades två månader senare söder om Olympia, Washington, tillsammans med kvarlevorna från en ännu oidentifierad kvinna.
Idaho
- 2 september: Okänd ung liftare i Boise, Idaho. Bundy erkände före sin avrättning men inga kvarlevor hittades.

Utah
- 2 oktober: Nancy Wilcox (16), försvann från Holladay, Utah. Enligt Bundy begraven i närheten av Capitol Reef National Park, men hennes kropp har aldrig hittats.
- 18 oktober: Melissa Anne Smith (17), försvann från Midvale, Utah efter att ha lämnat en pizzeria. Kroppen påträffad nio dagar senare.
- 31 oktober: Laura Aime (17), försvann från ett halloweenparty i Lehi, Utah. Kroppen påträffad i American Fork Canyon.
- 8 november: Carol DaRonch (överlevde). Kom undan från Bundy genom att hoppa ut ur hans bil i Murray, Utah.
- 8 november: Debra "Debby" Jean Kent (17), försvann från en parkeringsplats vid en skola i Bountiful, Utah några timmar efter att DaRonch hade lyckats rymma från Bundy. Kort före sin avrättning erkände Bundy för utredare att han dumpat hennes kropp vid en plats nära Fairview, Utah. Efter intensiv genomsökning av platsen hittades en mänsklig patella (knäskål), som matchade en person i Kents ålder och storlek. Inget DNA-test har dock genomförts.[123]

### 1975
Colorado, Idaho, Utah
- 12 januari: Caryn Eileen Campbell (23), en sjuksköterska från Michigan försvann när hon var på en skidresa med sin fästman i Snowmass, Colorado. Kroppen påträffad efter 36 dagar på en närbelägen kärrväg.
- 15 mars: Julie Cunningham (26), försvann när hon var på väg till en bar i Vail, Colorado. Bundy erkände för utredare att han begravde Cunninghams kropp nära Garfield County, Colorado, men undersökningen ledde inte till fyndet av några kvarlevor.[124]
- 6 april: Denise Lynn Oliverson (25), försvann när hon cyklade för att besöka sina föräldrar i Grand Junction, Colorado. Bundy bistod med detaljer beträffande mordet men hennes kropp hittades aldrig.
- 6 maj: Lynette Dawn Culver (12), försvann från lekplatsen vid Alameda Junior High School i Pocatello, Idaho. Hennes kropp hittades aldrig.
- 28 juni: Susan Curtis (15), försvann när hon gick ensam till studentrummen under en ungdomskonferens vid Brigham Young University i Provo, Utah. Kroppen har inte påträffats.

Bundy är misstänkt för mordet på Melanie Suzanne "Suzy" Cooley, som försvann den 15 april 1975, efter att ha lämnat Nederland High School i Nederland, Colorado. Hennes misshandlade och strypta kropp hittades av vägarbetare den 2 maj 1975 i närbelägna Coal Creek Canyon. Bensinkvitton från Bundy visar att han var i närbelägna Golden, samma dag som Cooley försvann. Polisen i Jefferson County, Colorado har klassificerat mordet på Melanie Cooley som ett cold case (ouppklarat brott).

### 1978
- 15 januari: Margaret Elizabeth Bowman (21). Slagen och strypt i Chi Omega kvinnoförening, Florida State University i Tallahassee, Florida.
- 15 januari: Lisa Levy (20). Slagen och strypt i Chi Omega kvinnoförening, Florida State University i Tallahassee, Florida.
- 15 januari: Karen Chandler (21; överlevde). Slagen i Chi Omega kvinnoförening, Florida State University i Tallahassee, Florida.
- 15 januari: Kathy Kleiner (21; överlevde). Slagen i Chi Omega kvinnoförening, Florida State University i Tallahassee, Florida.
- 15 januari: Cheryl Thomas (21; överlevde). Nerklubbad i sin säng, åtta kvarter från Chi Omegas kvinnoförening.
- 9 februari: Kimberly Dianne Leach (12), kidnappad från sin skola i Lake City, Florida. Hon våldtogs, mördades och dumpades i Suwannee River State Park i Florida. Hennes förruttnade kropp påträffades i en svinstia i parken.

## Filmatiseringar
- The Deliberate Stranger (svenska Överlagt mord eller Farlig främling), en TV-film indelad i två delar som sändes på NBC 1986, med Mark Harmon i rollen som Ted Bundy.[127] Den visades i SVT2 i mars 1989.
- Ted Bundy (2002), med Michael Reilly Burke som Bundy. Skriven av Stephen Johnston och regisserad av Matthew Bright.[128]
- The Stranger Beside Me, baserad på en bok av Ann Rule, sändes i USA år 2003, med Billy Campbell som Bundy och Barbara Hershey som Ann Rule.[129]
- 2004 producerades The Riverman efter Robert Keppels bok, med Cary Elwes som Bundy och Bruce Greenwood som Keppel.[130]
- Bundy: An American Icon, från 2008, med Corin Nemec som Bundy.[131]
- Conversations with a Killer: The Ted Bundy Tapes, släpptes på Netflix 2019
- Extremely Wicked, Shockingly Evil and Vile, släpptes på Netflix 2019, med Zac Efron i huvudrollen
- Ted Bundy: Falling for a Killer, TV-dokumentär från 2020
- Ted Bundy: American Boogeyman, från 2021 med Chad Michael Murray som Ted Bundy.
- No Man of God, spelfilm från 2021, med Luke Kirby i rollen som Ted Bundy och Elijah Wood i rollen som FBI-analytikern Bill Hagmaier

## Böcker
- Ted Bundy: The Killer Next Door av Steven Winn och David Merrill
- Defending the Devil: My Story as Ted Bundy's Last Lawyer av Polly Nelson
- The Riverman: Ted Bundy and the Hunt for The Green River Killer av Robert 'Bob' Keppel
- The Only Living Witness: True Account of Homocidal Insanity av Stephen Michaud och Hugh Aynesworth
- The Stranger Beside Me av Ann Rule
- Ted Bundy: Conversations with a Killer av Stephen Michaud och Hugh Aynesworth
- The Phantom Prince: My Life with Ted Bundy av Elizabeth Kendall
- The Deliberate Stranger: Profile of a Psychopath: The Ted Bundy Case Study av Richard W. Larson
- The Stranger Returns av Michael R. Perry